# Leopold Kronecker
Leopold Kronecker (n. 7 decembrie 1823, Liegnitz, Regatul Prusiei, Imperiul German – d. 29 decembrie 1891, Berlin, Imperiul German) a fost un matematician german, printre contribuțiile importante ale sale numărându-se lema lui Kronecker, produsul Kronecker, delta Kronecker⁠(d) și teorema lui Kronecker.